# Grensvlakdermatitis
Grensvlakdermatitis is een ontsteking in de huid die gericht lijkt tegen de onderste laag cellen van de epidermis (opperhuid). De ontstekingscellen komen vanuit de dermis en groeperen zich rond het grensvlak: de overgang van dermis naar epidermis. De term wordt gebruikt in de dermatopathologie, oftewel het histologisch/pathologisch onderzoek naar huidaandoeningen. 

## Hoofdtypen
Er zijn 2 hoofdtypen grensvlakdermatitis:
- Lichenoïde type: een ontstekingsinfiltraat met veel cellen die (vanuit de dermis) tegen het grensvlak aanliggen. Klassiek is het een bandvormig infiltraat, die het zicht op het grensvlak versluiert. Lichenoïd is afgeleid van lichen(-planus)-achtig.
- Vacuolaire type: weinig infiltraat. Kenmerkend is dat de keratinocyten in de onderste (basale) laag van de epidermis doodgaan (vacuolaire degeneratie).

## Overige kenmerken
Overige kenmerken van grensvlakdermatities:
- Resten van afgestorven keratinocyten vormen kleine egaal roze bolletjes: colloïdlichaampjes.
- Het pigment uit de keratinocyten komt in de dermis terecht, en wordt opgeruimd in macrofagen - macrofagen met pigmentkorrels worden melanofagen genoemd. Dit kan zichtbaar worden als postinflammatoire hyperpigmentatie, een verkleuring van de huid die maanden tot jaren na de ontsteking kan aanhouden.

## Voorbeelden
Een aantal huidaandoeningen die gepaard gaan met een grensvlakdermatitis:
- Lichen planus
- Graft-versus-hostreactie
- Lichenoïde geneesmiddelenreactie, bijvoorbeeld fixed drug eruption
- Lichen sclerosus
- Lupus erythematodes
- Cutaan T-cellymfoom, type mycosis fungoides.